# Пантелей, Владимир Николаевич
Владимир Николаевич Пантелей (укр. Володимир Миколайович Пантелей; 3 мая 1945, Золочев — 17 апреля 2000) — советский легкоатлет, специализировавшийся в беге на средние дистанции. Финалист Олимпийских игр в Мюнхене.

## Карьера
Владимир Пантелей родился в 1945 году в Золочеве Харьковской области. Во время учёбы в семилетней школе №3 начал заниматься легкой атлетикой. После переезда в Харьков стал тренироваться под руководством Петра Ивановича Усенко. В 1962 году Пантелей стал чемпионом Харькова по кроссу среди юношей, во время прохождения срочной службы в рядах Советской армии становился чемпионом страны среди военнослужащих на дистанциях 800 и 1500 метров.
В 1969 году на чемпионате СССР Пантелей выиграл на дистанции 1500 метров, показав время 3.40,5 и вошёл в состав национальной сборной. В следующем году на зимнем чемпионате Европы в Вене завоевал бронзовую медаль и получил спортивное звание мастера спорта международного класса. В 1971 году завоевал серебро на зимнем европейском первенстве, установив национальных рекорд (3.41,5) и проиграв лишь 0,1 поляку Шордыковскому. Неоднократно принимал участие в легкоатлетических матчах между СССР и США.
В 1972 году Пантелей принимал участие в мюнхенской Олимпиаде. Там на дистанции 1500 метров он был третьим в предварительном раунде, вторым в полуфинале, а в решающем забеге показал восьмое время с результатом 3.40,24 (при этом от чемпиона от отстал всего на полторы секунды). За всю историю советского спорта Пантелей был единственным бегуном, пробившимся в финал на полуторакилометровой дистанции. Уже в постсоветское время в 2004 году украинский спортсмен Иван Гешко смог повторить это достижение, став пятым.
После Игр Пантелей пытался переквалифицироваться на более длинные дистанции 3000 и 5000 метров, но особых успехов не добился и в 1976 году завершил карьеру, перейдя на тренерскую должность.
Скончался в апреле 2000 года в возрасте 54 лет. На здании родной школы №3 в Золочеве Владимиру Пантелею установлена мемориальная доска.